# Banque éthique
La banque éthique, également appelée banque sociale ou banque alternative, est un groupe d'entités financières dont les produits ne sont pas exclusivement conditionnés au critère du profit maximum. Dans certains cas, ils ont également une structure interne basée sur la participation coopérative.

## Histoire
Ce type de banque surgit dans le cadre de mouvements d'économie alternative qui recherchent une économie réelle et dont les activités produisent un impact social ou environnemental positif. Certains scandales de corruption publique aux États-Unis et des conflits politiques internationaux (la guerre du Viêt Nam, le régime d'apartheid en Afrique du Sud...), ont fait prendre conscience aux citoyens que la relation épargne-crédit était totalement contrôlée par les banques. Autrement dit, les épargnants n'avaient pas la capacité de décider des crédits à accorder avec leur épargne. Ainsi, les économies d'une ONG œuvrant pour la paix pourraient être investies dans des armes.
Ainsi, un mouvement critique surgit et nécessite l'application de l'éthique dans les affaires et la recherche d'une économie alternative qui gère les ressources économiques afin de satisfaire les besoins des citoyens. C'est contre le genre d'économie dont le but est la croissance.
Dans le même temps, dans les pays du Sud, il y avait un manque d'accès à l'économie internationale et aux systèmes financiers traditionnels. Ce besoin a donné naissance à une multitude de réseaux économiques locaux qui ont généré différents mécanismes de financement local et solidaire. L'instrument le plus connu est le microcrédit, qui a été proposé avec succès par la Grameen Bank au Bangladesh. Son fondateur, Muhammad Yunus, a reçu le prix Nobel de la paix en 2006.
Historiquement, il y avait deux approches dans la sélection des critères permettant l'accès au crédit. Premièrement, des critères de sélection négatifs ont été utilisés, définissant quel type d'activités ne serait pas financé : armes, prostitution, pornographie, tabac, alcool, activités d'extraction non durables, bois tropicaux... Après cette prise de position, une réflexion a été menée qui a conduit à proposer de manière positive les critères, ceux qui seraient financés : culture, commerce équitable, restauration environnementale, énergies renouvelables... Aujourd'hui, la sélection positive prédomine.

## Objectifs
Par économie réelle, nous entendons toute activité économique non spéculative en dehors du marché secondaire. En d'autres termes, les projets financés par le crédit d'une banque éthique doivent générer directement des biens ou des services. Cela exclut également l'octroi de crédit pour la consommation personnelle. L'impact positif, qu'il soit social ou environnemental, consiste à restreindre les activités bancables à celles qui couvrent des services nécessaires et abandonnés par la banque traditionnelle en raison de leur faible rentabilité. Ceci est réalisé en bannissant une série de projets (armes, prostitution, monocultures intensives extensives, tabac...) et en privilégiant d'autres (commerce équitable, attention aux groupes à risque d'exclusion, éducation).

## Transparence
La transparence est un outil fondamental pour maintenir la crédibilité de la banque éthique. Dans ces entités, il existe une grande accessibilité à l'information des projets bénéficiaires du crédit accordé.

## Modèles
Il existe différents modèles bancaires qui font partie de la banque éthique. Ils peuvent être simplifiés en les classant dans les groupes suivants :

### Banca ética
Ensemble d'intermédiaires financiers sous la supervision de la Banque d'Espagne en termes de liquidité et de transparence, qui répondent aux objectifs susmentionnés (économie réelle et impact positif sur la société), et ont un organigramme traditionnel. En d'autres termes, le droit de vote dépend de la participation au capital social ou de la proportion d'actifs possédés par rapport au total émis. Des exemples de ces entités sont la Banque Triodos, ou Colonya Caixa Pollença (es).

### Banque éthique coopérative ou citoyenne
Ensemble d'intermédiaires financières qui accomplissent les objectifs cités antérieurement (économie réelle et impact positif pour la société). Ils ont un système d'assemblée générale dans lequel tout sociétaire a un même pouvoir de vote, indépendamment du capital investi. C'est-à-dire, une personne, un vote. Ils ont tendance à être mieux reçus dans les associations du tiers secteur qu'entre les particuliers et les entreprises. Quelques-unes de ces institutions n'ont pas de licence bancaire, elles se constituent alors en coopératives de crédit. Ce n'est pas le cas en Espagne, où les coopératives de crédit sont réglementées par la loi et sont autorisées et supervisées par la Banque d'Espagne.